# Tepuka Vili Vili

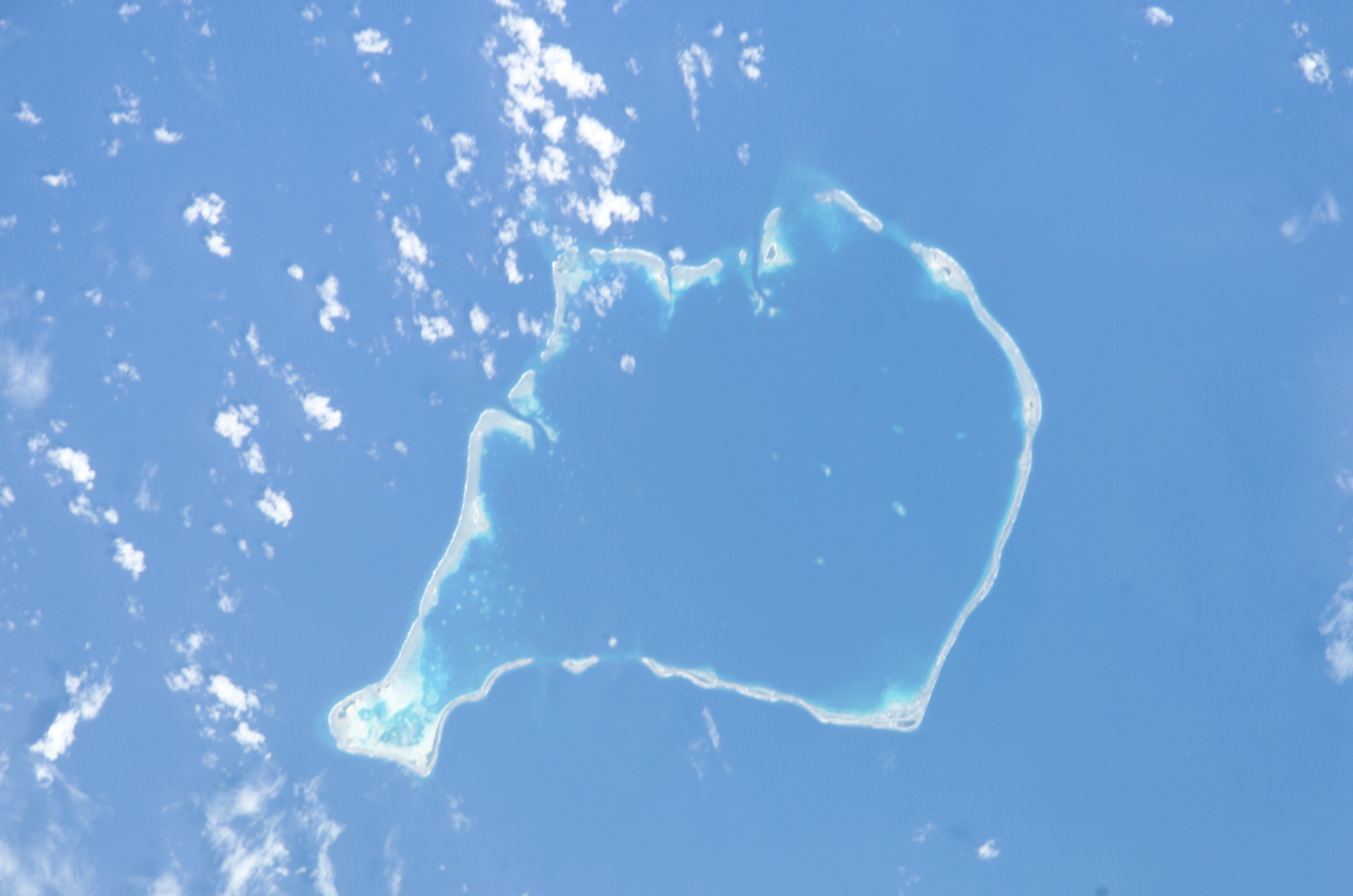
Funafuti visto desde el espacio.

Tepuka Vili Vili es una isla al oeste del atolón de Funafuti, en Tuvalu.
Es una de las seis islas que forman parte del Área de conservación de Funafuti, una zona de 33 kilómetros cuadrados establecido en 1996 con el objetivo de preservar la fauna y la flora en el área. Se encuentra deshabitada y sin apenas elevación por lo que está en peligro de desaparecer debido al calentamiento global.
En 1997, fue devastada por el ciclón Meli.
- Datos: Q7701406